# レイケン・ライリー法
レイケン・ライリー法（英: Laken Riley Act）は、第2次トランプ政権下、第119議会会期中のアメリカ合衆国で可決、成立した同国の法律である。国土安全保障省に対し、窃盗に係る犯罪、警察官への暴行、或いは飲酒運転などの死亡または深刻な身体的傷害を招く犯罪を認めるか、同様の犯罪で起訴されたり有罪判決を受けた不法移民を拘留することを義務づけるものであるとともに、各州が移民の取締りの失敗を理由に同省を告訴することを認めるものである。
この法案は、ジョージア州アセンズのジョージア大学構内で、爾前に万引きで補導されていた不法移民によるレイケン・ライリー殺害事件を受けて、同氏に名前を因んで起草、提出された。2025年1月22日、下院は263対156の賛成多数で上院の修正案を可決した。同月29日にドナルド・トランプ大統領が法案に署名、同法が成立した。

## 背景
2024年2月22日、ジョージア州民で看護学生だったレイケン・ライリー（Laken Riley、当時22）が、2022年9月にエルパソに近い地点から米墨国境を越えてきたベネズエラ人の不法移民、ホセ・アントニオ・イバラ（José Antonio Ibarra）により殺害される事件が発生した。事件前、イバラはニューヨークで「17歳未満の子供を傷つけるような行動をとった事案、及び自動車免許違反」で起訴されていたほか、ジョージア州のアセンズでは窃盗の容疑で逮捕されていたとされる。
本事件は、イバラが米国に不法入国していたこと、及び移民申請を求めるために滞在を許されていたことから、民主・共和双方の政治家やメディアから注目を浴びた。移民・関税執行局は、イバラがニューヨークで逮捕された後にその身柄を拘束したと発表したが、地元当局は身柄を拘束する前に彼を釈放した。

## 規定概要
法案は先ず、国土安全保障省に対し移民・関税執行局を通じて、ある触法行為で「起訴された、逮捕された、有罪判決を受けた、または（犯行を）認めた」不法移民を拘留することを義務付けている。原案では、このリストは窃盗関連の犯罪に限定されていた。続けて、法案の「拘留および退去の要件に違反している」と判じた際に、各州が連邦政府に対して法的措置をとることを認めている。
2025年1月20日に上院を通過した修正案には、法執行官吏への暴行で起訴されたか有罪判決を受けた不法移民を拘留することを規定するコーニン修正案（Cornyn Amendment）と、飲酒運転による死亡事故など、他人の死または重傷をもたらす犯罪で起訴された、または有罪判決を受けた不法移民を拘留することを含むアーンスト修正案（Ernst Amendment、通称「サラの法律（Sarah's Law）」）が含まれている。

## 議会等における成立の経緯
| 連邦議会回次 | 通称                 | 法案番号  | 法案提出日   | 発議議員名                    | 共発議者数 | 経過     |
| ------------ | -------------------- | --------- | ------------ | ----------------------------- | ---------- | -------- |
| 第118議会    | レイケン・ライリー法 | H.R. 7511 | 2024年3月1日 | マイク・コリンズ (共和、GA)   | 78         | 下院通過 |
| 第119議会    | レイケン・ライリー法 | H.R. 29   | 2025年1月3日 | マイク・コリンズ (共和、GA)   | 54         | 同上     |
| 第119議会    | レイケン・ライリー法 | S. 5      | 2025年1月6日 | ケイティ・ブリット (共和、AL) | 53         | 署名済   |

法案はレイケン・ライリーの名を冠し、当初、第118議会会期中の下院に提出され、2024年3月7日に全共和党議員と37人の民主党議員の賛成を得て下院を通過した（賛成251、反対170）。しかし、第118議会では民主党が多数派だった上院で反対され、法案成立への道は行き詰まった。
明くる2025年、第119議会が開会されると（出典）、名称も内容も同一のものが「H.R. 29」の番号で下院に、「S. 5」の番号で上院に再提出され、前者は全共和党議員と48人の民主党議員の賛成により2025年1月7日に下院を通過し（賛成264、反対159）、当期国会で最初に通過した法案となった。なお、この時、前年提出時に反対した民主党議員のうち7人が一転して賛成に回ったとされる。
翌1月8日、上院多数党院内総務のジョン・スーンは、レイケン・ライリー法の審議に進むよう動議を提出した。同9日、上院は賛成84、反対9で進行動議の議論制限（limit debate）を決定し、同13日には賛成82、反対10で承認された。同17日、数日にわたる長き討論の末、上院は賛成61、反対35で法案に係る討論を打ち切って採決に移行することを可決、共和党議員全員とともに10人の民主党議員が賛成票を投じたことで、必要賛成数の60を上回った。

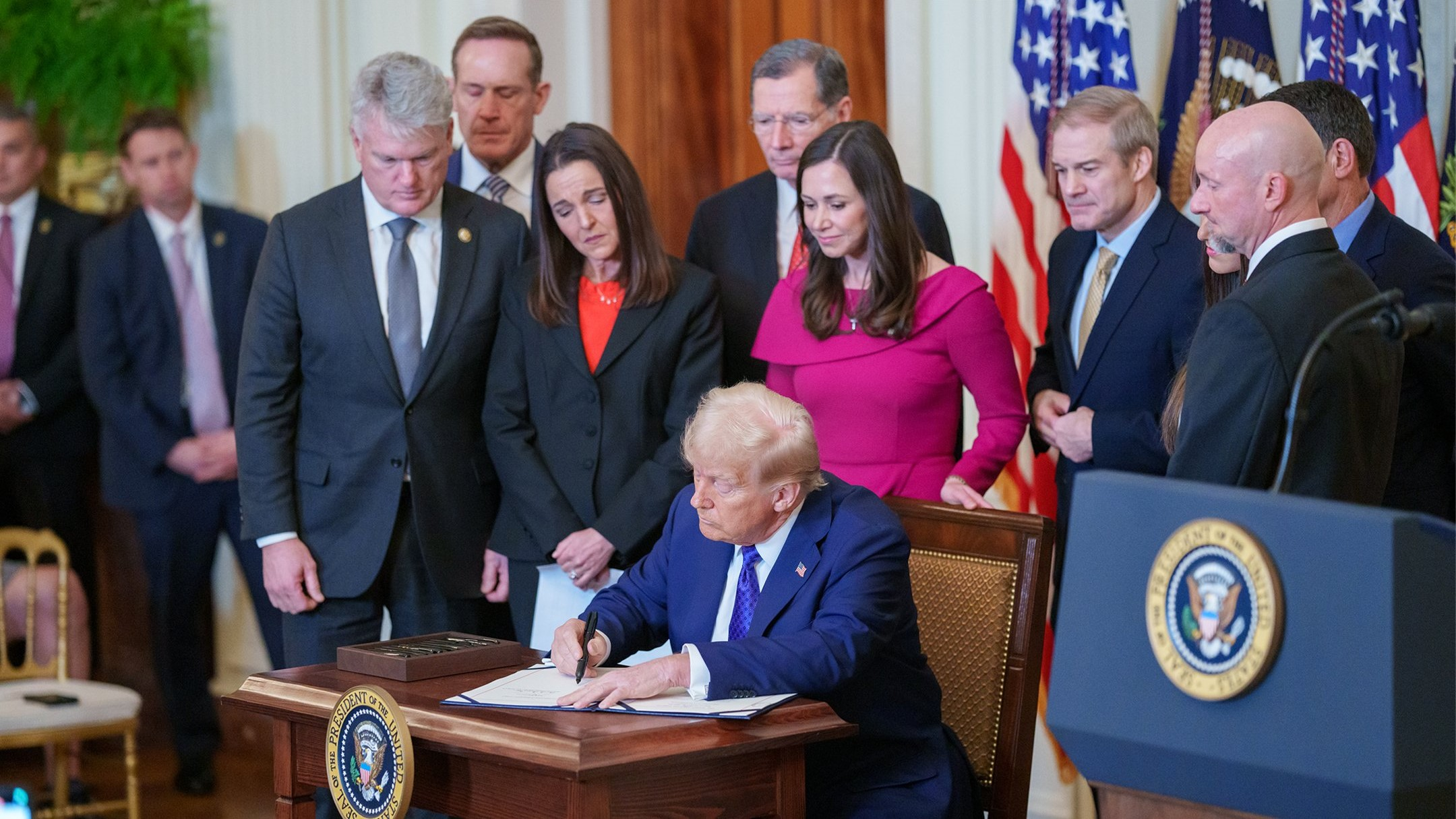
2025年1月29日、両院で可決されたレイケン・ライリー法に署名するドナルド・トランプ大統領

同20日、上院は修正法案を賛成64、反対35で可決した。この時は共和党議員全員に加え、12人の民主党議員が賛成した。
上院は、警察官への暴行で起訴されたか有罪判決を受けた不法移民を拘留することを盛り込んだ修正案と、死傷者を齎す犯罪で起訴されたか有罪判決を受けた不法移民を拘留することを規定した修正案の2つを追加した。下院では同22日、46人の民主党議員と共和党議員全員がこの修正案に同意した。時のアメリカ合衆国大統領、ドナルド・トランプは同29日に署名、同法は成立した。可決前、ブリットは、「レイケンを取り戻すことはできないが、アメリカ人の命を救い、この悲劇が繰り返されないようにするために、議会はレイケン・ライリー法を可決することができるし、可決しなければならない」と述べていた。トランプは署名式で「画期的な法律だ。無数の米国民の命を救うことになる」と述べた。

## 反応
アメリカ移民改革連盟のダン・スタイン（Dan Stein）代表と成人アメリカ市民連盟は法案を支持した。法名の由来となったレイケン・ライリーの母親であるアリソン・フィリップス（Allyson Phillips）は、法案の成立への謝意を表した。
対して、アメリカ移民評議会、アメリカ自由人権協会、憲法権利センター、女性有権者同盟、NAACP法的防衛・教育基金、パブリック・アフェアーズのためのユダヤ評議会、全米教育協会、全米女性機構、 南部貧困法律センター、全米鉄鋼労働組合、キリスト連合教会、全米ソーシャルワーカー教会、米国キリスト教会協議会、黒人労働組合員連合、法律・社会政策センター、市民権・人権に関する指導者会議、YWCA USAなどの団体は、法案へ反対する意思を表明した。批判意見は、実際に有罪判決を受けた不法移民ではなく、起訴された不法移民を強制送還するよう定めていることに懸念を表明するものであった。